# Ilona Vandenberghe
Ilona Vandenberghe (Oostende, 18 januari 1965) is een Belgisch leraar en marxistisch politica voor de PVDA. 

## Biografie
Vandenberghe stond 35 jaar in het onderwijs en werd onder meer lerares Spaans in het volwassenonderwijs.
In 2009 sloot ze zich aan bij de PVDA. Vandenberghe werd voorzitter van de partijafdeling in Oostende en was lijsttrekker bij de gemeenteraadsverkiezingen van 2018, waarbij de partij 2,1 procent behaalde, niet genoeg voor een zetel. Bij de lokale verkiezingen van oktober 2024 was Vandenberghe lijstduwer van de PVDA-lijst in Oostende, maar opnieuw raakte ze niet verkozen.
Bij de Vlaamse verkiezingen van 25 mei 2014 stond ze als tweede op de lijst PVDA+ in de kieskring West-Vlaanderen en bij de federale verkiezingen van 26 mei 2019 was ze lijsttrekker in West-Vlaanderen Geen van beide keren werd ze verkozen. 
Bij de Vlaamse verkiezingen van 9 juni 2024 trok ze de West-Vlaamse lijst van PVDA. Met 5,29 procent klom PVDA boven de kiesdrempel in West-Vlaanderen en werd Vandenberghe verkozen. Ze behaalde 6.488 voorkeursstemmen. Tegelijkertijd werd partijgenote Natalie Eggermont als eerste verkozen tot de Kamer vanuit West-Vlaanderen. In het Vlaams Parlement werd Vandenberghe vast lid van de commissies Buitenlands Beleid - Europese Aangelegenheden en Internationale Samenwerking, Landbouw - Visserij en Plattelandsbeleid en Cultuur - Jeugd - Sport en Media.

## Overzicht verkiezingsdeelnames
| Verkiezing                    | Kieskring                 | Datum           | Lijst | Lijst | Plaats op lijst | Voorkeursstemmen | Uitslag       | Partijuitslag binnen kieskring |
| ----------------------------- | ------------------------- | --------------- | ----- | ----- | --------------- | ---------------- | ------------- | ------------------------------ |
| Vlaamse verkiezingen          | Kieskring West-Vlaanderen | 25 mei 2014     |       | PVDA+ | 2e plaats       | 1050             |               | 1,62%                          |
| Gemeenteraadsverkiezingen     | Oostende                  | 14 oktober 2018 |       | PVDA  | 1e plaats       | 345              |               | 2,1%                           |
| Federale verkiezingen (Kamer) | Kieskring West-Vlaanderen | 26 mei 2019     |       | PVDA  | 1e plaats       | 5569             |               | 3,62%                          |
| Vlaamse verkiezingen          | Kieskring West-Vlaanderen | 9 juni 2024     |       | PVDA  | 1e plaats       | 6488             | 1e titularis  | 5,29% (1 zetel)                |
| Gemeenteraadsverkiezingen     | Oostende                  | 13 oktober 2024 |       | PVDA  | 39e plaats      | 179              | niet verkozen | 4,3% (1 zetel)                 |